# Kościół św. Jakuba w Sośnicowicach
Kościół św. Jakuba w Sośnicowicach − zabytkowa murowana świątynia rzymskokatolicka w Sośnicowicach.

## Historia

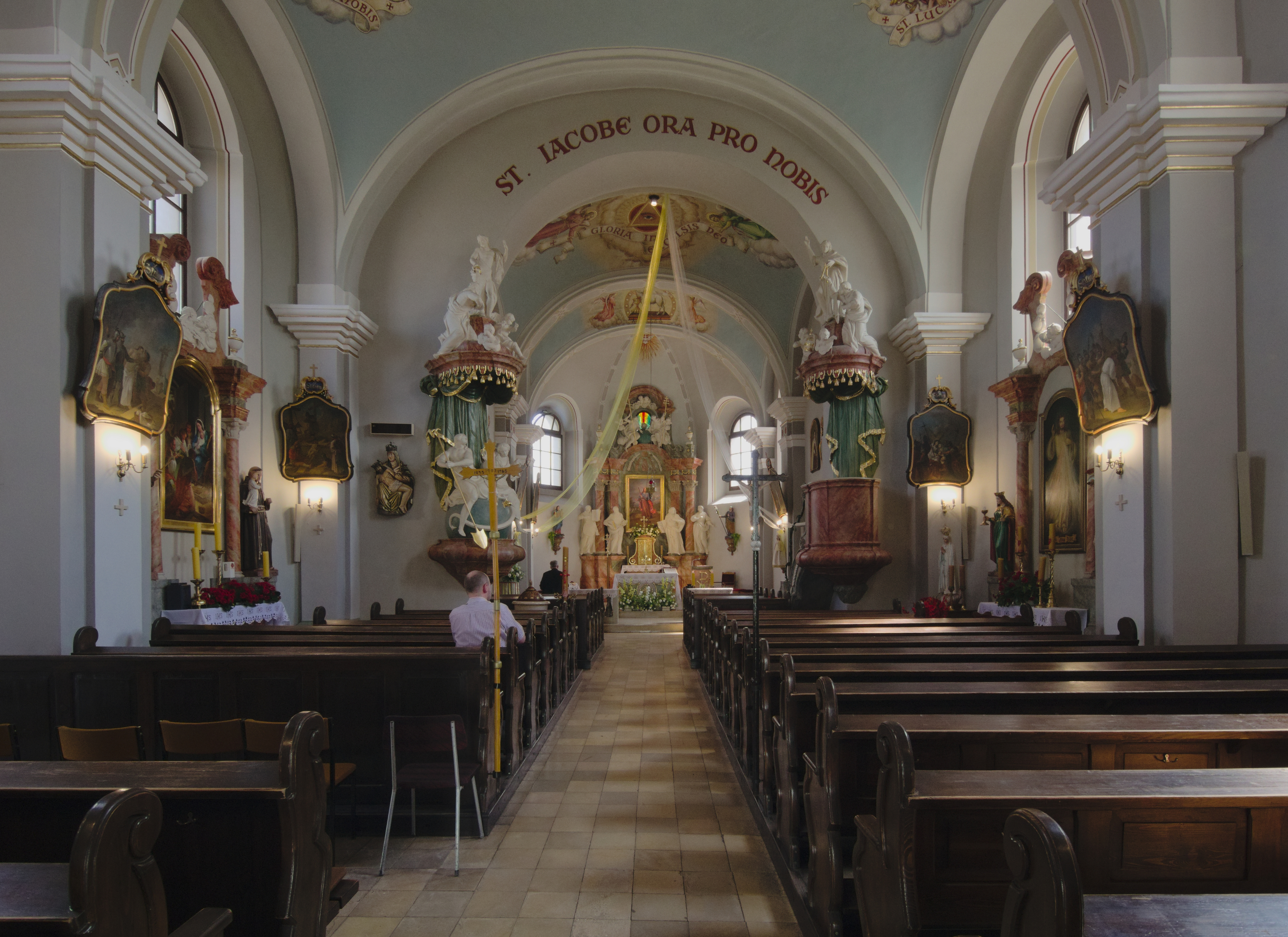
Wnętrze (2022)

Pierwszy kościół katolicki powstał w Sośnicowicach w XIII w. Drewniany kościół spalono w czasie wojen husyckich w 1433 r. Drugi kościół drewniany, późnogotycki, orientowany, istniał do pożaru miasta w 1780 r. W latach 1555–1679 znajdował się on w rękach protestantów. W latach 1786–1794 wzniesiono na jego miejscu kościół murowany, jednonawowy, w stylu barokowym. Fundatorami byli hrabiowie Scherr-Thoss-Chorinsky. Pod kościołem znajduje się krypta grobowa. Wnętrze kościoła odrestaurowano w 1958 r., prace od zewnątrz przeprowadzono w 1965. Nowe organy pochodzą z 2005 r. W 2009 r. miała miejsce renowacja elewacji. W 2011 r. wzniesiono mur wokół świątyni.
W kościele zachowały się późnobarokowe ołtarze oraz kute drzwi oddzielające prezbiterium od zakrystii.